# Tesselschade-Arbeid Adelt
Tesselschade-Arbeid Adelt (TAA), är en nederländsk kvinnorättsorganisation, grundad 1871.  Det var Nederländernas första kvinnoförening och den äldsta som fortfarande är verksam. 

## Historik

### Arbeid Adelt
Föreningen bildades ursprungligen för att organisera kvinnors handarbeten till förmån för röda korsets insamlingar till nödlidande under tysk-franska kriget 1870. I januari 1871 gjorde Betsy Perk organisationen till en permanent förening under namnet Algemeene Vrouwenvereeniging Arbeid Adelt, eller bara Arbeid Adelt. Dess syfte var att uppmuntra kvinnors yrkesarbete och egenförsörjning, initialt genom försäljning av deras handarbeten. 

### Tesselschade
I april 1872 splittrades dock föreningen i två genom att en utbrytargrupp grundades av Anna Wolterbeek, Jeltje de Bosch Kemper och Louise Wijnaendt; den fick namnet Tesselschade efter Maria Tesselschade Visscher, och ville lägga fokus på att assistera fattiga kvinnor i deras arbete, genom samma metod. 
En av deras mest uppmärksammade projekt var den berömda nationella utställningen av kvinnors arbete som ägde rum 1898, Nationale Tentoonstelling van Vrouwenarbeid 1898.

### Tesselschade-Arbeid Adelt
År 1947 återförenades Algemeene Vrouwenvereeniging Arbeid Adelt och Tesselschade återigen i en enda förening under det formella namnet "Tesselschade-Arbeid Adelt". 